# Трасса 60
«Трасса 60», «Трасса 60: дорожные истории» (англ. Interstate 60: Episodes of the Road) — фильм-притча с элементами комедии, вышедший в 2002 году. Единственный кинофильм, снятый сценаристом Бобом Гейлом в качестве режиссёра, не считая пары его ранних короткометражных лент. В главных ролях Джеймс Марсден, Гэри Олдмен, Кристофер Ллойд и Эми Смарт. В 2004 году картина была номинирована на премию «Сатурн» в категории «Лучшее DVD-издание». Фильм получил положительные отзывы от критиков.

## Сюжет
Фильм начинается со сцены в баре, где пожилой посетитель рассказывает двум студентам об американском сказочном персонаже, исполняющем желания. О. Ж. Грант («Одно Желание Гарантировано») всегда представляется разными именами и сам выбирает, чьё желание исполнить — ровно одно желание на человека. Однако Грант любит пошутить — исполнить желание так, что это принесёт загадывающему лишь неприятности. Но если человек действительно понравится Гранту — его желание будет исполнено честно. Например, О. Ж. Грант исполняет желание бизнесмена мистера Бейкера, в чей автомобиль он врезался на велосипеде — Бейкер заявляет: «Как я хочу, чтобы этого никогда не случилось!». И уже через секунду после этих слов события в точности повторяются, за исключением одной детали: Грант не врезается в машину Бейкера, и мужчина, увлечённый разговором по телефону, попадает под колёса грузовика. Грант вздыхает: «Некоторые сами не знают, чего пожелать», и продолжает путь.
Нил Оливер — молодой человек из богатой семьи, мечтает стать художником. Его отец — преуспевающий адвокат, считает увлечение сына блажью. В последнее время Нил постоянно видит во сне одну и ту же незнакомую девушку. Он рисует её и постоянно думает о том, что означают эти сны. На день рождения Нил получает от отца красный «BMW» (хотя отец знает, что любимый цвет сына — синий) и рекомендацию для поступления в адвокатскую школу. Нил хочет отказаться и от того, и от другого, но предпочитает не ссориться с отцом. На праздничном ужине официантом оказывается О. Ж. Грант. Он слышит загаданное Нилом желание: «Хочу получить ответы на мою жизнь». Грант подстраивает несчастный случай, и Нил оказывается в больнице.
Придя в себя в больнице, он встречает некоего доктора Рэя, который с помощью фокуса с картами (масти поменялись цветами друг с другом) доказывает, что многие удивительные вещи ускользают от взгляда просто потому, что человек воспринимает всё на основании прошлого опыта. После этого Нил начинает замечать на улицах рекламные плакаты с девушкой, которая ему снилась. Следуя за подсказками, он оказывается в офисе на 13 этаже, в доме, где 13 этажа вовсе нет — и вновь встречает Рэя. Рэй предлагает сделку — доставить посылку в город Данвер («название написано неправильно»), в который можно попасть по автостраде № 60. Но есть важные условия — нужно успеть к сроку и ни при каких обстоятельствах не открывать посылку на имя Робин Филдс. Нил принимает предложение, подписав контракт кровью.
На картах нет трассы № 60, и Нил отправляется искать её туда, где она могла бы быть. По дороге он встречает Гранта, который помогает найти нужную дорогу и дарит волшебный шар, дающий ответы на вопросы. Во время путешествия юноша встречает разных необычных персонажей и оказывается в удивительных местах:
- Девушку, занимающуюся сексом с каждым встречным в поисках идеального партнёра. Нил отказывает ей, открыв для себя, что неповторимым можно стать не только сделав что-то, но и отказавшись от чего-либо.
- Мужчину из пролога, который рассказал студентам про Гранта — он был гурманом, но страдал из-за ограниченности объёма желудка. Грант выполнил его желание — сделал его желудок бездонным. Теперь он может съесть сколько угодно и даже зарабатывает деньги на пари, но потерял способность наслаждаться едой.
- Город Бентон, где совершеннолетие наступает в 13 лет, и где легально и бесплатно раздаётся наркотик «Эйфория», с первого же приёма вызывающий пожизненную зависимость. Нил подвозит туда женщину, разыскивающую своего сбежавшего из дома сына. Узнав, что мальчик не желает возвращаться, она сама пробует наркотик и остаётся в Бентоне.
- Мужчину, больного раком легкого, который задался целью избавить мир от лжи. Он носит под одеждой пояс шахида, угрожая взорвать его, когда понимает, что кто-то лжёт.
- Музей поддельного искусства, где подлинники картин великих мастеров выставлены под видом дешёвых копий. Музей основал ни кто иной, как Грант, хотя его жена, хозяйка музея, знает его как Оскара.
- Город Морлоу, всё население которого юристы, зарабатывающие на жизнь судебными тяжбами со случайными путниками. В Морлоу Нил оказывается в тюрьме по нелепому обвинению в наезде на кота одного из жителей города. Там он и встречает девушку из своих снов Линн.

Нилу удаётся освободить из тюрьмы себя и Линн. Они сразу находят общий язык и вместе уезжают из Морлоу. Они проводят ночь в мотеле «Развилка» (англ. Fork In The road); когда Линн засыпает, Нил за оставшуюся ночь рисует красивую картину-пейзаж с видом мотеля. На следующее утро Нил понимает, что договор нужно исполнить. Шарик подсказывает, что взяв Линн с собой, Нил подвергнет её опасности. Нил уезжает в Данвер один. По дороге парень узнаёт, что полиция преследует убийцу на красном «BMW». Чтобы не попасться, Нил избавляется от машины, после чего становится свидетелем гибели настоящего разыскиваемого. По словам полицейского, погибший парень повздорил со своим отцом и убил его. Нил предполагает, что убийца мог быть он сам, но из альтернативной реальности.
Доехав до Данвера на попутках, Нил встречает в клубе «Радуга» Рэя. Он оказался кузеном Гранта, который также появляется в клубе. В коробке с посылкой оказывается новая трубка для Гранта, которую тот сломал, упав с велосипеда в начале фильма. Грант закуривает, после чего Нил теряет сознание и снова приходит в себя в больнице, как будто всего этого на самом деле не произошло. Но он тут же убеждается, что его путешествие не было сном, найдя игральную карту с логотипом клуба. Выйдя из больницы, Нил отправляется к отцу и решительно отказывается и от машины, и от поступления в юридическую школу. Тут в кабинет врывается его сестра Нэнси — оказывается, картина, написанная в мотеле, попала на художественный конкурс, и на неё уже нашёлся покупатель. Нил спешит в галерею; тем, кто заинтересовался его картиной, оказывается Линн. В стороне за ними наблюдает Грант — организатор конкурса. В беседе с Нэнси он говорит, что у Нила и Линн теперь всё будет хорошо и советует девушке обязательно загадать желание в свой приближающийся день рождения. После этого из трубки повалил зелёный дым — новое желание вот-вот исполнится.

## В ролях
| Актёр            | Роль          |
| ---------------- | ------------- |
| Джеймс Марсден   | Нил Оливер    |
| Гэри Олдмен      | О. Ж. Грант   |
| Кристофер Ллойд  | Рэй           |
| Майкл Джей Фокс  | мистер Бейкер |
| Курт Расселл     | капитан Айвз  |
| Эми Смарт        | Линн Линден   |
| Крис Купер       | Боб Коди      |
| Эми Джо Джонсон  | Лора          |
| Ребекка Дженкинс | Сьюзен Росс   |
| Энн-Маргрет      | миссис Джеймс |

## Удалённые сцены
На DVD-издании фильма в разделе дополнительных материалов опубликованы 8 расширенных сцен (общей продолжительностью 9 минут 23 секунды), содержащих удалённые диалоги:
- «Who Was That Guy?»: Девушка-бармен говорит студентам, что никогда до этого не видела в этом баре мужчину, рассказавшего об О. Ж. Гранте. Однако незадолго до этого мужчина выиграл много денег, на спор выпив огромное количество алкоголя.
- «There Is No Interstate 60»: Нил пытается найти информацию о трассе № 60 в Интернете, но безуспешно. Позже вместе с сотрудником транспортного департамента Нил не может найти дорогу и на карте.
- «Living Life By The Numbers»: Нил приходит в офис отца — мужчина пытается убедить сына принять его помощь и пойти на собеседование в юридическую школу. Нил говорит, что не хочет «плыть по течению», на что его отец отвечает, что все так живут.
- «Do You Like Your Job?»: Отис говорит Нилу, что его работа заставляет его почувствовать себя особенным. Нил спрашивает — не напоминает ли всё школу? Отис отвечает, что не ходил в школу.
- «It’s The Right Choice»: Перед тем как Нил отправится в путешествие, кто-то звонит на мобильный в новой машине Нила — он не отвечает на звонок, поскольку единственная оставшаяся свобода в XXI веке — не отвечать на звонки.
- «What State Are We In?»: Нил и О. Ж. Грант беседуют в машине — юноша не может понять, в каком штате они находится.
- «Neal’s Granmother»: Находясь в полицейском участке Бентона, Нил рассказывает Сьюзан о том, как он навещал свою бабушку, даже когда она перестала его узнавать.
- «Nancy & Sally»: Ближе к финалу Нил приходит в себя в больнице и находит карту из клуба «Радуга Рэя», затем появляется Нэнси с пиццей. В следующей сцене Нил расстаётся с Салли у себя дома: девушка говорит, что его отец прав насчёт сына, и что он ничего не добьётся в жизни.

## Производство
Боб Гейл, сценарист трилогии «Назад в будущее», поставил фильм «Трасса 60» по собственному сценарию — фильм стал первым и единственным режиссёрским опытом Гейла в большом кино. Работая над историей, Гейл вдохновлялся телесериалом «Сумеречная зона», книгами «Путешествие Гулливера» и «Алиса в Стране чудес». Главные роли в фильме сыграли Джеймс Марсден и Гэри Олдмен, а Эми Смарт, Курт Рассел, Кристофер Ллойд и Майкл Джей Фокс появились в эпизодических ролях. Съёмки проходили в окрестностях города Сент-Луиса (штат Миссури) и Финикса (штат Аризона), а также в канадских городах Торонто, Кэннингтон и Сандерленд. Съёмки начались 18 сентября 2000 года и заняли меньше двух месяцев, завершившись в октябре того же года. 18 сентября отмечает свой день рождения актёр Джеймс Марсден и его персонаж — главный герой «Трассы 60» Нил Оливер.

## Продвижение

### Слоганы
В рекламной кампании картины использовались слоганы:
- «From The Creator Of Back To The Future» («От создателя фильма „Назад в будущее“»).
- «All Your Answers Will Be Questioned» («Все ваши ответы будут поставлены под вопрос»).
- «No Rules, No Boundaries» («Никаких правил, никаких границ»).
- «Get Off On… Interstate 60» («Выезд на… Трассу 60»).
- «It Began As A Wish, Became An Adventure, And Ended As The Ultimate Road Trip» («Это началось как желание, превратилось в приключение, а закончилось как путешествие всей жизни»).

### Музыка
В фильме были использованы песни и музыкальные композиции:
- «Everything In The World» в исполнении Starling
- «Relax (Club 69 Doomsday Mix)» в исполнении Frankie Goes to Hollywood
- «I Get a Kick Out of You» и «On The Sunny Side Of The Street» в исполнении Фрэнка Синатры
- «Broken Heart For Sale» в исполнении Heather Myles
- «Blind Spot» в исполнении Transmatic
- «Not Too Close Encounters» в исполнении Seattle Music
- «Diesel Only Theme» в исполнении The World Famous Blue Jays
- «Daily Life». Композитор — Lee Chu Kiong
- «Crescent Moon». Композитор — Chen Dacan & Xu Pingxin
- «Eine Kleine Nachtmusik». Композитор — Wolfgang Amadeus Mozart

## Релиз

### Кассовые сборы
Фильм вышел в ограниченный прокат США 25 апреля 2003 года. Компания «Fireworks» испытывала финансовые трудности и не смогла обеспечить адекватную рекламу фильму, что привело к отсутствию зрительского интереса. Заявленный бюджет картины — 7 миллионов долларов. На портале «Box Office Mojo» нет данных о бюджете и кассовых сборах фильма, за исключением проката в Испании, где фильм собрал $8 499. Фильм был показан всего в нескольких кинотеатрах США, провалившись в прокате.

### Выход на видео
В США фильм выпустили на DVD 14 октября 2003 года, где он также первоначально не стал особенно популярен, хотя и получил две награды «DVD Exclusive Awards» — за «Лучший игровой фильм» и за «Лучший сценарий», а также несколько номинаций. На Blu-Ray картина не издавалась. В России на VHS и DVD фильм выпустила компания «Союз Видео» 31 октября 2002, а также компания «Top Industry» в формате DivX.

### Критика и отзывы
Несмотря на кассовый провал, со временем всё больше зрителей посмотрело фильм — за последующее десятилетие картина приобрела культовый статус, а некоторые критики называли её «лучшим road-movie». Хотя Роберт Койлер из журнала «Variety» раскритиковал фильм за «подростковую наивность» и «нереалистичность ситуаций». Фильм получил положительные отзывы зрителей: на сайте «Rotten Tomatoes» у картины всего 4 обзора профессиональных критиков (недостаточно для установления средней оценки) — 3 положительных и 1 негативный; однако зрительская оценка картины — 86 % «свежести». Средняя оценка картины на «Metacritic» — 63 из 100 на основе 22 — в основном, «положительных обзоров». На сайте «Кинопоиск» у фильма рейтинг 8.0 на основе 313 213 оценок зрителей; на «Internet Movie Database» — 7.6 из 10 на основе оценок 36 тысяч пользователей (на октябрь 2023) — для фильма, выпущенного в США, явление совершенно нетипичное.

### Отсылки
Заглавная песня альбома «Новой надежды свет» группы «Гран-КуражЪ» была написана по мотивам фильма — дорога используется как испытание и единственный путь найти любимую спутницу жизни.